# Lucian Kemble
Lucian J. Kemble (1922–1999) a fost un călugăr franciscan și astronom amator, canadian.

## Descoperiri astronomice
A fost remarcat în domeniul astronomiei prin descoperirile sale, între care cea mai cunoscută este un asterism din constelația boreală Girafa, descoperit în anii 1970 și care îi poartă numele: Cascada lui Kemble. Poate fi observat chiar și cu un binoclu simplu. Cascada lui Kemble mai este cunoscută și sub denumirea de Kemble 1.
Părintele Lucian Kemble a descoperit, de asemenea, alte două asterisme: un asterism aflat în constelația Dragonul, asemănător unei versiuni în miniatură a lui W din Cassiopeia, cunoscut sub denumirea de Kemble 2 precum și Zmeul lui Kemble (în original, în engleză: Kemble's Kite).

## Onoruri
Un asteroid, 78431 Kemble, a fost și el denumit în onoarea sa.